# À demi-mots
Pour plus de détails, voir Fiche technique et Distribution.
À demi-mots (Silent Youth) est un film dramatique allemand écrit, coproduit, réalisé et monté par Diemo Kemmesies, sorti en 2012.

## Synopsis
Le film traite de l'attrait réciproque et pudique de deux garçons de vingt ans qui errent dans un Berlin sans chaleur. Marlo, garçon secret et réfléchi, croise Kirill, un bel inconnu, et le suit... Plus ce dernier s'expose, plus Marlo se trouble. Kirill lui avoue qu'il est le père d'un petit bébé et qu'il s'est séparé de sa copine. Qui fera ou non le premier pas ?

## Fiche technique
- Titre original : Silent Youth
- Titre français : À demi-mots
- Réalisation : Diemo Kemmesies
- Scénario : Diemo Kemmesies
- Direction artistique : Ardjani Puig
- Costumes : Janin Halisch
- Photographie : Albrecht Von Grünhagen
- Son : Florian Mönks
- Montage : Diemo Kemmesies
- Musique : Florian Mönks
- Production : Hannes Hirsch, Diemo Kemmesies et Albrecht Von Grünhagen
- Société de production : Milieufilm GbR
- Société de distribution : Salzgeber & Co. Medien GmbH
- Pays d'origine :  Allemagne
- Langue originale : allemand
- Format : couleur
- Genre : drame
- Durée : 73 minutes
- Dates de sortie :
  - Espagne : 15 juin 2012 (avant-première mondiale)
  - Allemagne : 19 octobre 2012 (Internationale Hofer Filmtage)
  - France : 26 novembre 2013

## Distribution
- Martin Bruchmann : Marlo
- Josef Mattes : Kirill
- Linda Schuele : Franzi
- Mathias Neuber : le père de Kirill

## Production
Ce film a été tourné en 2011, en douze jours, et le réalisateur déclare s'être inspiré du cinéma des frères Dardenne et de Gus van Sant.

### Internet
- (de) Silent Youth sur Aug&ohr medien